# Ali Akbar Heidari
Sayed Ali Akbar Heidari (persan : سید علی اكبر حیدری) est un lutteur iranien né le 14 juillet 1941 à Téhéran. Il est spécialisé en lutte libre.

## Palmarès

### Jeux olympiques
- Médaille de bronze dans la catégorie des moins de 52 kg en 1964 à Tokyo

### Jeux asiatiques
- Médaille d'argent dans la catégorie des moins de 52 kg en 1966 à Bangkok